# سانگی
سانگی مرکز استان روووما و یکی از شهرهای کشور تانزانیا می‌باشد که در جنوب شرقی این کشور قرار گرفته‌است.
برپایه نتایج سرشماری عمومی نفوس و مسکن که در سال ۲۰۰۲ توسط دولت تانزانیا انجام شد جمعیت این شهر چیزی بالغ بر ۱۳۰٫۰۰۰ نفر اعلام شده‌است.